# 서북구
서북구(西北區)는 충청남도 천안시의 서북부에 있는 일반구이다. 구청은 성거읍 신월리로, 예전 천원군청을 활용하여 구청으로 사용한다.
동남쪽으로 천안시 동남구와 인접하고 있다. 서북구는 입장밸리, 북부광역클러스터 등 첨단 산업도시의 중심지이며, 와인의 명가 입장 거봉포도, 성환배 등 명품 농산물의 산지이다. 두정역사, 북천안 나들목 건설 등 천안의 신물류, 교통의 요지이기도 하다. BIT 산업단지, 인터테크노밸리 조성 등 잠재적인 성장이 높은 지역이다.

## 역사
- 기원전 18년 온조왕이 백제의 첫 도읍지를 위례성으로 정하고, 국가의 초석을 다졌다.
- 1995년 : 쌍용동과 봉명동이 분리되었다.
- 1996년 : 쌍용1동과 쌍용2동으로 분동하였다.
- 2003년 : 쌍용2동에서 쌍용3동으로 분동하였다.
- 2008년 6월 23일 : 국회의원 선거구 천안시 을구 지역을 관할로 서북구가 신설되었다.[7]
- 2021년 11월 15일 : 불당동에서 불당2동을 분동하였다.

## 관광
- 성거산
- 국립망향의동산
- 위례산성
- 천흥사지
- 천흥사지당간지주
- 직산현 관아
- 직산향교

## 교육
| 대학교 - 남서울대학교 - 백석대학교 | - 나사렛대학교 - 공주대학교 천안캠퍼스 - 한국기술교육대학교 제2캠퍼스 |

| 고등학교 - 천안오성고등학교 - 천안두정고등학교 - 성환고등학교 - 충남예술고등학교 | - 천안신당고등학교 - 천안월봉고등학교 - 천안쌍용고등학교 - 천안상업고등학교 - 천안업성고등학교 |

| 중학교 - 천안불당중학교 - 천안월봉중학교 - 천안쌍용중학교 - 봉서중학교 - 천안불무중학교 | - 천안백석중학교 - 환서중학교 - 천안성성중학교 - 천안오성중학교 - 천안두정중학교 | - 부성중학교 - 성환중학교 - 천안동성중학교 - 입장중학교 |

| 초등학교 - 천안오성초등학교 - 천안신대초등학교 - 천안두정초등학교 - 천안부성초등학교 - 천안성성초등학교                              | - 천안백석초등학교 - 천안환서초등학교 - 천안부대초등학교 - 천안업성초등학교 - 천안차암초등학교 | - 천안성정초등학교 - 천안와촌초등학교 - 천안서초등학교 - 천안미라초등학교 - 천안쌍용초등학교 - 천안아름초등학교 |
| - 천안용암초등학교 - 천안월봉초등학교 - 천안불당초등학교 - 천안서당초등학교 - 천안쌍정초등학교 - 천안불무초등학교 - 천안호수초등학교 | - 성환초등학교 - 성신초등학교 - 대홍초등학교 - 신가초등학교 - 입장초등학교                     | - 양대초등학교 - 직산초등학교 - 양당초등학교 - 삼은초등학교 - 소망초등학교 - 성거초등학교                       |

## 특산물
- 천안배
- 거봉포도 및 두레앙(거봉포도로 만듦)
- 연미주와 입장막걸리

## 같이 보기
- 동남구